# Regionalwahl in den Abruzzen 1970
Die Regionalwahl in den Abruzzen 1970 fand am 7. und 8. Juni statt.

## Wahlergebnis
| Listen            | Listen                                           | Stimmen | %    | Mandate |
| ----------------- | ------------------------------------------------ | ------- | ---- | ------- |
|                   | Democrazia Cristiana                             | 325.644 | 48,2 | 20      |
|                   | Partito Comunista Italiano                       | 153.854 | 22,8 | 10      |
|                   | Partito Socialista Italiano                      | 60.507  | 9,0  | 3       |
|                   | Movimento Sociale Italiano                       | 38.863  | 5,8  | 2       |
|                   | Partito Socialista Unitario                      | 36.831  | 5,5  | 2       |
|                   | Partito Socialista Italiano di Unità Proletaria  | 21.567  | 3,2  | 1       |
|                   | Partito Liberale Italiano                        | 19.377  | 2,9  | 1       |
|                   | Partito Repubblicano Italiano                    | 16.983  | 2,5  | 1       |
|                   | Partito Democratico Italiano di Unità Monarchica | 1.313   | 0,2  | –       |
| Gesamt            | Gesamt                                           | 674.939 | 100  | 40      |
|                   |                                                  |         |      |         |
| Ungültige Stimmen | Ungültige Stimmen                                | 35.192  | 5,0  |         |
| Wähler            | Wähler                                           | 710.131 | 85,0 |         |
| Wahlberechtigte   | Wahlberechtigte                                  | 835.133 |      |         |